# Kozol (Malá Fatra)
Kozol (1119,4 m n. m.) je výrazný a z větší části zalesněný vrch v pohoří Malá Fatra. Nachází se v západní části Martinských holí nad Medzihorskou dolinou. Samotný vrch a jeho okolí bylo místem bojů během Slovenského národního povstání.
Vrchol Kozla je známý estetickými a hodnotnými skalními útvary ve svém bočním hřebeni - v jižním až jihozápadním směru. Vrch vybíhá z hlavního hřebene v úseku Velká lúka-Minčol. Na vrcholu Kozola se vyskytují vzácné druhy živočichů a rostlin. Mnohé z nich patří k chráněným druhům a některé jsou chráněny i mezinárodními úmluvami o ochraně přírody (CITES).
Ze živočichů zde žije: medvěd hnědý (Ursus arctos), Jelen evropský (Cervus elaphus), srnec obecný (Capreolus capreolus), prase divoké (Sus scrofa), vlk obecný (Canis lupus), rys ostrovid (Lynx lynx) a jiní vzácní živočichové.

## Národní přírodní rezervace
Cenná je i relativně dobře zachovaná a nedotčená příroda Kozola, a proto jeho okolí i samotný vrch (rozloha 91,58 ha) je vyhlášena od roku 1993 národní přírodní rezervací. Nejcennější částí území jsou vápencové bučiny a skalnaté útvary ve vyšších polohách vrcholu Kozola.

## Přístup
Na vrchol nevedou značené trasy a nejlehčí přístup je z obcí Kunerad, Stránske, Poluvsie a Turie.